# Oda Rostrup
Oda Ingeborg Alexandra Rostrup, geborene Clausen (* 14. Mai 1879 in Kopenhagen; † 25. Oktober 1955 in Frederiksberg) war eine dänische Stummfilmschauspielerin.

## Leben
Oda Rostrup wuchs als Tochter des Beleuchtungstechnikers Thorvald Clausen (1848–1924) und dessen Frau Lydia Werner (1849–1931) in Kopenhagen auf. Sie hatte väterlicherseits schwedische Vorfahren und mütterlicherseits deutsche Vorfahren.
Nach ihrem Schulabschluss absolvierte sie von 1898 bis 1902 ihre Schauspielausbildung an der Eleveskole des Königlichen Theaters Kopenhagen, wo sie auch ihr Bühnendebüt als Darstellerin hatte. Als Bühnendarstellerin wirkte sie in zahlreichen Theaterstücken, Operetten, Musicals, Varieté-Shows und in Ballett-Aufführungen mit, so unter anderem auch am Betty-Nansen-Theater, am Dagmarteatret, am Frederiksberg-Theater, am Odense Teater, am Aarhus Teater, am Theater Helsingør oder am Folketeatret. Sie wirkte als Schauspielerin vor der Kamera von 1913 bis 1923 in 18 Stummfilmen mit. Im Jahr 1949 zog sie sich wegen einer Erkrankung aus dem Rampenlicht zurück.
Oda Rostrup war ab dem 3. Juni 1903 bis zum Jahr 1911 mit dem Schauspieler und Regisseur Egill Rostrup verheiratet. Aus der Ehe ging ein Sohn hervor, der Philosoph Haavard Rostrup (1907–1986). Ihr Enkel ist der Schauspieler und Regisseur Kaspar Rostrup. Am 25. Oktober 1955 starb Oda Rostrup im Alter von 76 Jahren nach längerer Krankheit im Frederiksberg Hospital. Ihre Grabstätte befindet sich auf dem Solbjerg Parkkirkegård in Frederiksberg.

## Filmografie (Auswahl)
- 1913: Tigerkomtessen
- 1913: Den Rette
- 1916: Anklagebank
- 1920: Lykkeper
- 1923: Republikaner